# اچ‌دی ۲۱۴۸۱۰
اچ‌دی ۲۱۴۸۱۰ یک ستاره است که در صورت فلکی دلو قرار دارد.